# 電風琴

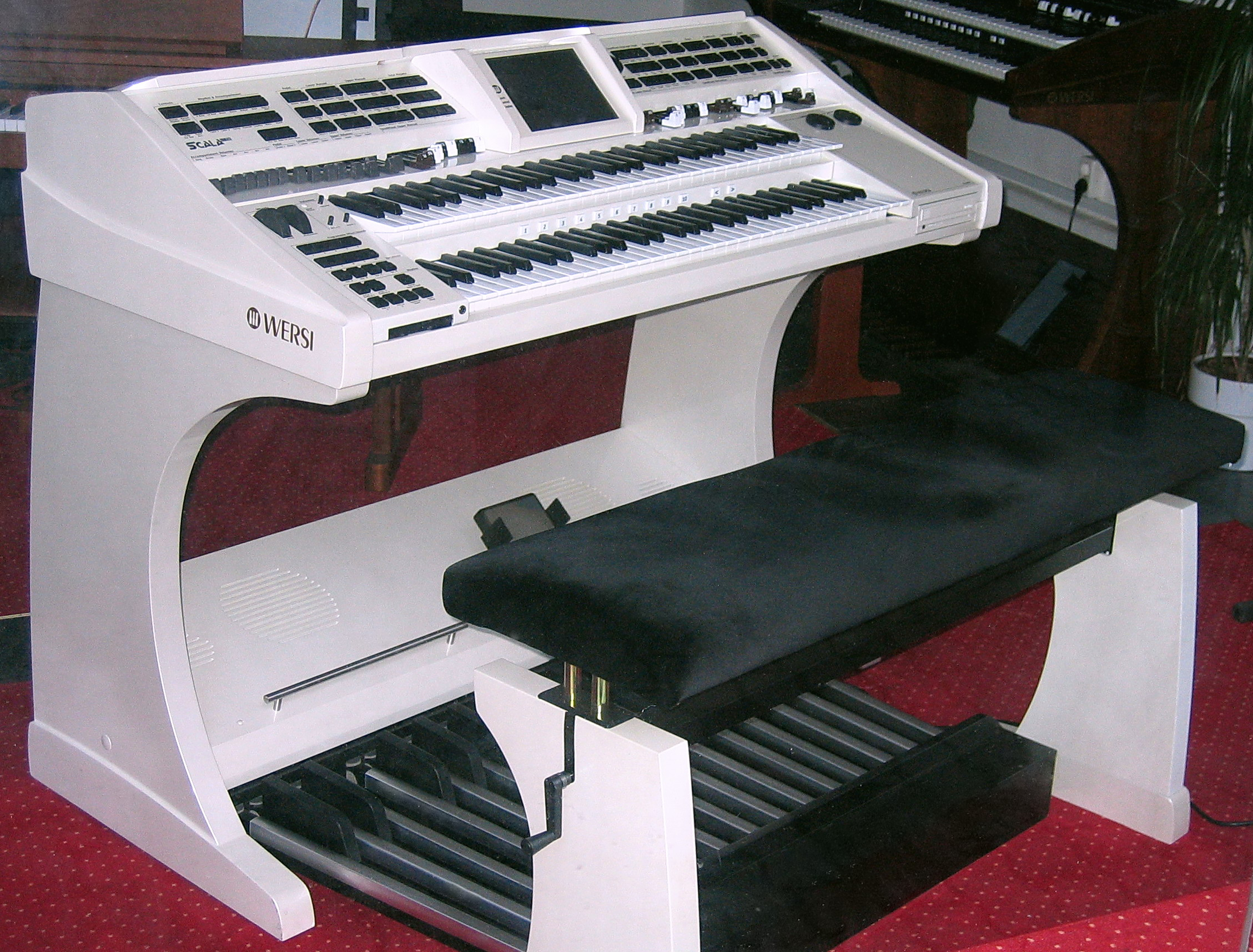
电风琴

電風琴（英語：Electronic organ）是一種源自簧風琴、管風琴和劇場風琴的電子鍵盤。最初設計用作模仿管風琴、劇場風琴、樂團音效、或者管絃樂團音效。今天他發展為三種以下的樂器：
- 流行音樂的哈蒙德式教堂風琴；
- 模仿管風琴的數位教堂風琴，主要用於教堂；
- 其他各種類型，譬如組合風琴、家用風琴、軟體風琴。

與傳統管風琴相比，其最大好處是不需音管，大大節省空間。